# Wallenstein. Sein Leben erzählt von Golo Mann

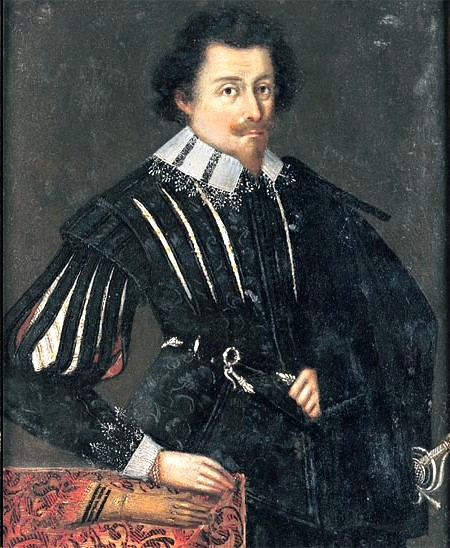
Wallenstein, etwa 1620

Wallenstein. Sein Leben erzählt von Golo Mann ist eine 1971 veröffentlichte Monografie des Historikers Golo Mann, in der der Feldherr Albrecht von Wallenstein erstmals in deutscher Geschichtsschreibung als romanhafte Erzählung präsentiert wird. Die Biografie vereint intensive Quellenarbeit mit literarischer Darstellung und nimmt innerhalb von Manns Werk sowie der deutschen Historiografie eine besondere Stellung ein, da ihr Verfasser als einziger Historiker mit dem Georg-Büchner-Preis ausgezeichnet wurde.

## Handlung

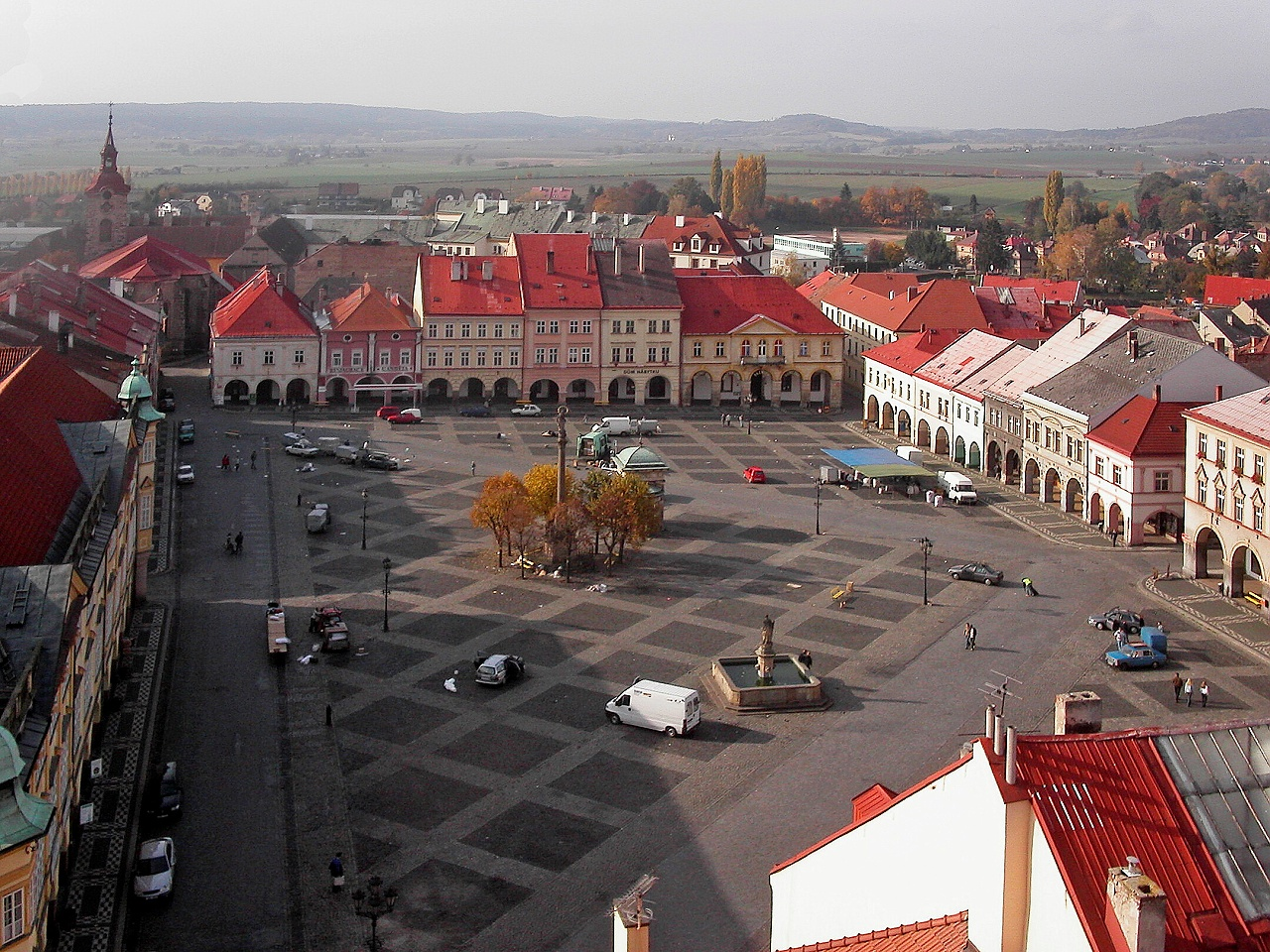
Blick über den Wallenstein-Platz in Jičin, der Residenz des Herzogtums Friedland

Golo Manns Wallenstein. Sein Leben erzählt von Golo Mann präsentiert die Lebensgeschichte Albrecht von Wallensteins in chronologischer Folge von seiner Geburt im Jahr 1583 bis zu seinem Tod 1634. Die Darstellung folgt der historischen Entwicklung des böhmischen Feldherrn durch die verschiedenen Phasen seines Lebens und seiner militärischen sowie politischen Laufbahn während des Dreißigjährigen Krieges.
Das Werk beginnt mit Wallensteins frühen Lebensjahren und seiner Herkunft aus dem böhmischen Adelsgeschlecht von Waldstein. Die Schilderung umfasst seine Jugend, Erziehung und ersten militärischen Erfahrungen, einschließlich seiner Teilnahme am ungarischen Feldzug unter General Giorgio Basta im Jahr 1604. Mann verfolgt Wallensteins Aufstieg vom Fähnrich zu einem der mächtigsten Männer im Heiligen Römischen Reich.
Ein zentraler Handlungsstrang beschreibt Wallensteins geschickte Nutzung der politischen Verhältnisse nach der Schlacht am Weißen Berg 1620, als er durch den Erwerb konfiszierter böhmischer Güter enormen Reichtum anhäufte und das Herzogtum Friedland aufbaute. Die Darstellung zeigt, wie er diese wirtschaftliche Basis nutzte, um seine militärische und politische Macht auszubauen. Das Werk folgt Wallensteins erstem Generalat ab 1625, seinen militärischen Erfolgen gegen die dänischen und protestantischen Truppen sowie seiner ersten Entlassung 1630. Mann schildert detailliert die Umstände seiner Rückberufung 1632 und die Bedingungen des zweiten Generalats. Die Handlung umfasst Wallensteins komplexe Friedensverhandlungen mit verschiedenen Parteien, seine Spannungen mit dem Kaiserhof und den wachsenden Verdacht des Hochverrats. Den Höhepunkt der Darstellung bildet Wallensteins zunehmende Isolation, die Verschwörung gegen ihn und schließlich seine Ermordung in Eger am 25. Februar 1634. Mann arbeitet heraus, dass der Konflikt, der zur Ermordung führte, bereits bei Wallensteins Ernennung 1624 angelegt war, da weder Kaiser Ferdinand noch Wallenstein selbst die Truppen zu bezahlen imstande waren und wichtige Verbündete wie Kurfürst Maximilian von Bayern zu seinen Gegnern wurden.
Die Handlung wird durch zahlreiche Nebenstränge und Episoden bereichert, die das Leben am Kaiserhof, die europäischen politischen Verhältnisse und die Auswirkungen des Dreißigjährigen Krieges auf die Bevölkerung verdeutlichen. Mann integriert „zahllose denkwürdige Geschichten“ in die Haupthandlung und schildert „die Geschichte einer an finster-eindrucksvollen Figuren reichen, einer wilden und heillosen Zeit“. Die Erzählung behandelt auch Wallensteins persönliche Eigenarten, seine Hinwendung zur Astrologie, seine körperlichen Leiden und seinen Charakter als „Nest aus Widersprüchen“. Mann unterscheidet sich in seiner Beurteilung von Wallensteins Friedenswillen von früheren Darstellungen und meint, Wallenstein habe aufgrund seiner Gemütslage, die durch dauernde körperliche Erkrankungen geprägt war, einen Frieden um seiner selbst willen angestrebt.
Die Handlung erstreckt sich über den gesamten europäischen Schauplatz, wobei Wallenstein als „Protagonist und Opfer“ agiert und „die Bühne, auf der er steht und agiert, ist Europa“. Mann verknüpft die persönliche Geschichte Wallensteins mit den großen politischen und militärischen Ereignissen seiner Zeit und zeigt die Verflechtung zwischen Individual- und Weltgeschichte auf.

## Historiografische Sonderstellung
Die Biografie Wallenstein. Sein Leben erzählt von Golo Mann nimmt innerhalb der deutschen Geschichtsschreibung eine bemerkenswerte historiografische Sonderstellung ein, die durch mehrere methodische und darstellungstechnische Besonderheiten charakterisiert ist. Diese Sonderstellung manifestiert sich primär in der bewussten Synthese zwischen wissenschaftlicher Historiografie und literarischer Erzählkunst, wodurch Mann eine Form der „erzählenden Geschichtsschreibung“ praktizierte, die sich deutlich von den zeitgenössischen strukturgeschichtlichen Ansätzen abhob.
Der bereits im Titel zum Ausdruck kommende ungewöhnliche Zusatz „Sein Leben erzählt von Golo Mann“ signalisiert programmatisch, dass eine Präsentation von Forschungsergebnissen nicht primär, sondern eine Geschichtserzählung vorgelegt wird. Diese bewusste Selbstcharakterisierung verweist auf eine methodische Besonderheit, die Mann selbst als „wahren Roman mit Lücken“ beschrieben hat – wahr, weil nichts erfunden werden darf, Roman, weil erzählt wird, und mit Lücken, weil die historische Überlieferung unvollständig ist. Diese Formel verdeutlicht Manns historiografischen Ansatz, der die narrativen Möglichkeiten der Geschichtsschreibung bewusst ausschöpft, ohne dabei die wissenschaftliche Fundierung aufzugeben.
Methodisch zeichnet sich Manns Wallenstein-Biografie durch einen „einfühlsamen Historismus“ aus, der sich bewusst gegen die in den 1960er und 1970er Jahren dominierenden sozial- und strukturgeschichtlichen Paradigmen wendete. Während die zeitgenössische Geschichtswissenschaft zunehmend auf theoriegeleitete Rekonstruktion von Strukturen und quantitative Methoden setzte, beharrte Mann auf seinem personenzentrierten, psychologisierenden Erzählansatz. Diese Haltung brachte ihm von Seiten der Sozialgeschichte heftige Kritik ein.

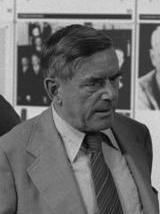
Golo Mann (1978)

Die literarischen Qualitäten des Werks zeigen sich insbesondere in der sprachlichen Gestaltung und Erzähltechnik. Mann entwickelte eine bildhafte, dramaturgisch komponierte Darstellungsweise, die historische Ereignisse mit novellistischer Intensität schildert. Dabei bediente er sich verschiedener narrativer Perspektiven und scheute auch nicht vor spekulativen Passagen zurück, wie etwa den fiktiven Monologen in den „Nachtphantasien Wallensteins“. Diese literarische Freizügigkeit, die der Autor als notwendige Ergänzung lückenhafter Quellenlage verstand, wurde von Fachhistorikern kritisch bewertet.
Die wissenschaftliche Fundierung des Werks belegt die intensive Quellenarbeit, die Mann über Jahrzehnte betrieben hatte. Bereits 1932/33 hatte er eine Staatsexamensarbeit über die Geschichte der Wallenstein-Forschung verfasst, und die spätere Biografie stützt sich auf umfangreiche Archivstudien und eine breite Quellenbasis. Mann prüfte Dokumente und Daten, erschloss unbekannte Quellen und belegte seine Darstellung durch gründliche Anmerkungen. Diese wissenschaftliche Sorgfalt unterschied sein Werk deutlich von popularhistorischen Darstellungen.
Innerhalb Manns eigenem Œuvre stellt die Wallenstein-Biografie insofern eine Besonderheit dar, als der Autor, der sonst eher durch Epochenüberblicke und als Herausgeber hervorgetreten war, hier eine Monografie unter intensiver Quellenbenutzung vorlegte. Zugleich erhielt das Werk durch die Parallelen zu Thomas Manns Doktor Faustus. Das Leben des deutschen Tonsetzers Adrian Leverkühn, erzählt von einem Freunde eine literaturgeschichtliche Dimension, die über die reine Historiografie hinausweist.
Die historiografische Sonderstellung von Manns Wallenstein-Biografie liegt somit in der bewussten und erfolgreichen Verbindung von wissenschaftlicher Genauigkeit und literarischer Darstellungskunst, wodurch ein Werk entstand, das die Grenzen zwischen Geschichtsschreibung und Literatur produktiv überschreitet und neue Möglichkeiten erzählender Historiografie demonstriert.

## Rezeption
Die Wallenstein-Biografie von Golo Mann entfachte eine vielschichtige und kontroverse Rezeption, die sowohl große öffentliche Begeisterung als auch scharfe Kritik aus der Fachwelt hervorrief. Das 1368 Seiten umfassende Werk entwickelte sich zu einem außergewöhnlichen Bucherfolg und verkaufte allein im ersten Jahr über 100.000 Exemplare. Mit einer Gesamtauflage von mehr als zwei Millionen verkauften Exemplaren gehört Golo Mann zu den meistgelesenen deutschsprachigen Historikern des 20. Jahrhunderts.
Die öffentliche Resonanz war besonders positiv. Rudolf Augstein würdigte das Werk in einer mehrseitigen Spiegel-Rezension als „großes Erzählwerk“, während die Neue Zürcher Zeitung es zu einem „Meisterwerk der Geschichtsschreibung“ kürte.  Der Publikumserfolg führte 1978 zu einer vierteiligen ZDF-Verfilmung mit Rolf Boysen in der Titelrolle, die als bis dahin teuerste deutsche Fernsehproduktion galt.
Die fachwissenschaftliche Aufnahme gestaltete sich hingegen deutlich ambivalenter. Während einige Historiker die literarische Qualität und die erzählerische Kraft würdigten, entstand eine heftige Kontroverse über Golo Manns Methodik. Der emeritierte Aachener Geschichtsprofessor Albert Mirgeler veröffentlichte im März 1972 eine „unverblümt säuerliche, streckenweise gar giftige Rezension“ im Magazin Merkur. Mirgeler kritisierte insbesondere Golo Manns „Pointillismus“ – eine Arbeitsweise, die er als „Farbtupferei“ bezeichnete und bei der „meist irgendwo im Buche auch das Richtige steht“, dieses jedoch „versteckt“ sei und „kaum einmal den Tenor der Erzählung“ bilde. Der Kritiker warf dem Autor vor, mit der internationalen Rechtslage „wenig vertraut“ zu sein und „geradezu naiv“ zu wirken. Golo Mann reagierte auf diese Angriffe mit ungewöhnlicher Schärfe und schlug im April-Heft des Merkur mit einer „Feststellung“ zurück, in der er Mirgelers „Fälschungen“ und „Unverschämtheit“ anprangerte. Diese Auseinandersetzung erregte erhebliches Aufsehen, da „es seit 1879/80, seit sich Treitschke und Mommsen wegen der Judenfrage lauthals verzankten, unter deutschen Historikern nicht mehr“ derartiges gegeben hatte.
Die Kritik aus der Fachwelt konzentrierte sich vor allem auf Golo Manns erzählerischen Ansatz, der im Gegensatz zu den damals dominierenden strukturalistischen und sozioökonomischen Methoden stand. Hans-Ulrich Wehler, ein prominenter Vertreter der Bielefelder Schule, verspottete ihn als „Goldrähmchenerzähler“. Die Fachwelt quittierte das Werk mit dem Spott-Titel „Lotte in Eger“ in Anspielung auf Thomas Manns Roman Lotte in Weimar. Besonders kritisiert wurde, dass Golo Mann in seine Biographie sogar einen fiktiven inneren Monolog Wallensteins integrierte.
Ein zentraler Vorwurf lautete, dass Mann trotz seiner intensiven Quellenarbeit zu stark literarisch-subjektiv vorgehe und sich zu weit von der objektiv-wissenschaftlichen Geschichtsschreibung entferne. Die zeitgenössische Geschichtswissenschaft bevorzugte gesellschaftspolitische Theorien und strukturelle Analysen gegenüber der personalisierten Geschichtserzählung, die Golo Mann praktizierte.
Internationale Beachtung fand das Werk durch eine englische Übersetzung, die 1976 unter dem Titel Wallenstein: His Life Narrated erschien. In Golo Manns Nachlass befinden sich sowohl deutsche als auch englischsprachige Rezensionssammlungen, was die internationale Wahrnehmung dokumentiert. Die Frankfurter Rundschau kritisierte unter anderem, dass der Autor bei der Erwähnung des mecklenburgischen Kannibalismus „wohl zeitgenössischen Übertreibungen aufgesessen“ sei. Solche Details wurden als Beispiele für Golo Manns gelegentliche Übernahme fragwürdiger Quellen angeführt.
Trotz der fachlichen Kontroversen etablierte sich das Werk als „Triumph erzählender Historie“. Golo Manns Konzeption der Geschichtsschreibung als „wahrer Roman mit Lücken“ fand bei einem breiten Publikum Anklang.

## Bibliographische Angaben
- Golo Mann: Wallenstein. Sein Leben erzählt von Golo Mann. Fischer, Frankfurt/Main 1971. 1368 S. ISBN 3-10-047903-3 (gebunden) und ISBN 3-596-13654-7 (Taschenbuch).